# 郡会

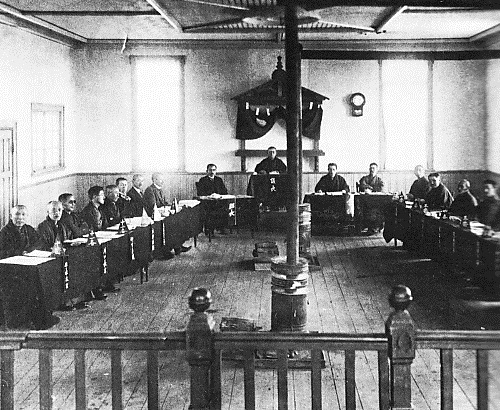
秋田県河辺郡会の様子（1923年）

郡会（ぐんかい）は、明治時代から大正時代にかけて、地方公共団体であった時期の郡に置かれた議会の一つ。選挙により選出された郡会議員が運営に当たった。

## 概要
日本の行政制度としての郡は大区小区制によりいったん廃止されたが、1878年（明治11年）の郡区町村編制法により復活した。しかしこの時点で議会的な機関を持たなかった郡は地方公共団体たりえず、単なる行政区画でしかなかった。
1890年（明治23年）5月制定の郡制により、郡には郡会と郡参事会が置かれて地方公共団体としての性格が付与されたが、府県制の前提である郡制が郡の分合問題などから施行できず、明治24年中に郡制、府県制の施行をみたのは全国で9県に留まり、東京・大阪・京都・神奈川・岡山・広島・香川の三府四県は、府県制が全面改正される明治32年までついに施行できなかった。
郡会は、町村会において選出された議員と大地主の互選による議員（前者の3分の1以下）により構成され、議長は郡長がこれを務めた。議員の任期は前者が6年で3年ごとに半数改選、後者は任期3年であった。なお、郡会における大地主議員は、郡内で町村税の賦課を受ける所有地の地価総計が1万円を超える者と定義された。第1回郡会議員選挙は1896年（明治29年）7月に行なわれた。
1899年（明治32年）に郡制が改正されて、郡会議員選挙は国税3円以上納付の有権者の直接選挙となり、また大地主議員制は廃止されてその定数は町村に配分された。
郡会は、県会や町村会以上に地方有力者（地主）中心となっており、また、郡長が議長であることや、議員に町村議員などを兼職する者が多かったことから、独自の「自治」的施策が議論される可能性はきわめて少なかった。
日露戦争後の頃から郡制廃止の問題が起こり、1921年（大正10年）4月12日に原内閣は郡制廃止を実施し、郡会と郡参事会は1923年（大正12年）に、郡役所と郡長は1926年（大正15年）に廃止され、以後の郡は単なる地理的名称として残ることとなった。